# Пісочник Біберштайна
Пісочник Біберштайна, еремогоне Біберштейна (Eremogone biebersteinii) — вид рослин з родини гвоздикових (Caryophyllaceae); поширений у центральній і східній Європі, Казахстані, західному Сибіру.

## Опис
Багаторічна рослина 20–50 см. Корені тонкі, 2–3 мм в діаметрі. Стеблові листки м'які, до 7.5 мм довжиною. Суцвіття з 1–5 напівзонтиків, квітконіжки до 25 мм довжиною. Чашолистки 2.5–3.5 мм завдовжки. Пелюстки 5–7 мм завдовжки.

## Поширення
Поширення: Австрія, Німеччина, Угорщина, Польща, Румунія, європейська Росія, Україна, західний Сибір, Казахстан.